# Philodromus bicornutus
Philodromus bicornutus là một loài nhện trong họ Philodromidae.
Loài này thuộc chi Philodromus. Philodromus bicornutus được miêu tả năm 1995 bởi Joachim Schmidt & Otto Krause.